# Pilea coronopifolia
Pilea coronopifolia är en nässelväxtart som beskrevs av Ignatz Urban och Ekman. Pilea coronopifolia ingår i släktet pileor, och familjen nässelväxter. Inga underarter finns listade i Catalogue of Life.